# Museu Amstelkring

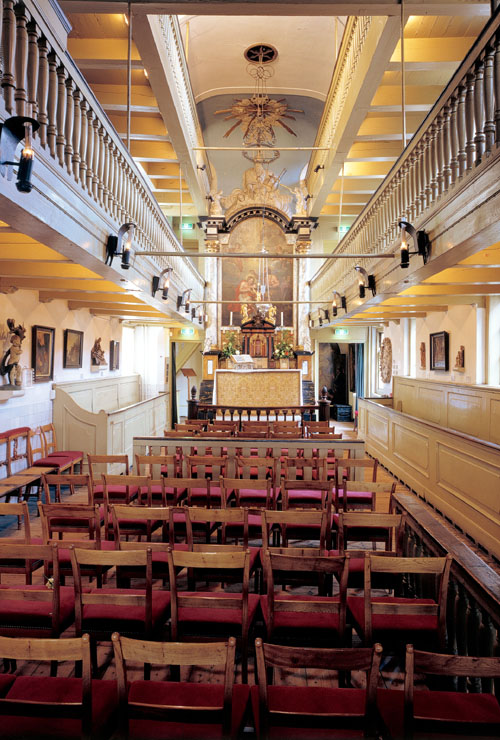
Església clandestina.

El Museu Amstelkring és un edifici del segle xvii situat a Amsterdam, el principal interès és l'església catòlica clandestina construïda a les golfes, la Ons' Lieve Heer op Solden (Nostre Senyor a la golfa). És un dels pocs exemples d'aquest tipus d'esglésies que es conserven, utilitzant-encara per al culte en certes ocasions.

## Història
Des de 1578, el culte catòlic va estar prohibit en els Països Baixos. Les comunitats només podien reunir de forma privada, sense que existís cap signe a l'exterior dels edificis que poguessin delatar. D'aquí va sorgir la idea d'unir les golfes de tres cases contigües per formar una petita església completament invisible des de l'exterior.
L'edifici es va construir per al comerciant catòlic Jan Hartman el 1661 i es va utilitzar per al culte des de 1663 a 1887, any en què es va inaugurar la nova Església de Sant Nicolau. En 1735 es va ampliar, afegint dues galeries superposades unides al sostre mitjançant barres de ferro per augmentar el nombre de seients disponibles.
El 1888 es va convertir en museu. Actualment és un dels més antics de Ámsterdam.

## Sales

### El replà
És l'accés principal a l'habitatge que ocupa la planta baixa i primera. A través d'una estreta escala s'accedeix a l'església situada a la segona planta.

### La sala del canal
Aquesta sala servia de llar per al comerciant Jan Hartman (1619-1668) el qual va adquirir aquesta casa al costat d'altres dues més petites adjacents el 1661. Es pot apreciar el llit encastat a la paret que s'utilitzava en l'època, així com la típica decoració del segle xvii amb parets entelada.
Penjat a la paret es troba entre altres quadres La caritat de Sant Nicolau realitzat per Cornelis de Vos el 1640, en el qual es representa la història de les tres filles d'un gentilhome que no podien casar-se perquè el seu pare no disposava de diners per al dot, per la qual cosa probablement acabarien exercint la prostitució. Sant Nicolau deixa caure a través de la finestra una bossa amb monedes. D'aquesta manera poden casar-se i Sant Nicolau es converteix en el patró de les noies casadores.

### El SAEL
És la sala que s'utilitzava per a les recepcions, es conserva en el mateix estat que en el segle xvii, constitueix un magnífic exemple de l'estil clàssic holandès. Destaca la xemeneia, els quadres del segle xvii com La Festivitat de Sant Nicolau de Richard Brakenburgh i el magnífic aparador decorat amb caps de monstres.

### L'entresala
Aquesta petita habitació sembla que va estar destinada a dormitori del capellà. S'hi pot observar una petita pica d'aigua beneïda que era utilitzada pels fidels abans de pujar a l'església.

### L'església
Malgrat les seves reduïdes dimensions, ja que ocupa l'espai de les golfes de 3 cases adjacents, dona la sensació visual de major amplitud. L'altar barroc principal realitzat per Jacob de Wit en 1715 sobre el tema del Bateig de Crist acapara la mirada dels fidels. Dues galeries superposades realitzades per augmentar el nombre de seients disponibles donen gran originalitat al conjunt. Un dels elements més curiosos és el púlpit de caoba extraïble, que es plega una vegada acabada la predicació.

### La galeria
A la galeria es troba l'orgue que encara s'utilitza. Va ser construït el 1794 per Hendrik Meyer. En un armari lateral es troba la manxa d'on parteix el conducte de fusta que subministra aire a l'orgue, és l'anomenat canal de vent que transcorre per sota del terra de la galeria.
També podem veure els retrats del primer rector de l'església, el pare Petrus Parmentier (1599-1681), del poeta Joost van den Vondel realitzat per Philip de Koninck i del rector Leonardus Màrius.

### L'habitació per a la torba
Servia per a emmagatzemar la torba que s'utilitzava per als brasers que escalfaven l'església a l'hivern.

### Capella de Santa Maria
Aquesta petita capella situada darrere de l'altar major està dedicada a la Mare de Déu, que es representa amb el Nen Jesús als seus braços i trepitjant una serp que simbolitza el dimoni. La talla, realitzada en fusta de til ler, data de 1690.

### El confessionari
Aquesta habitació es va modificar en el segle xvii per col·locar-hi un confessionari que gairebé sembla un armari. Està situat a la segona planta d'una de les cases. Per una estreta escala s'accedeix a la capella de Santa Maria.

### El Miracle d'Amsterdam
Aquesta sala està dedicada al famós miracle d'Amsterdam que va tenir lloc la nit del 15 de març de 1345. Un home malalt de gravetat va rebre la comunió i poc després vomità, el vòmit es va llençar al foc, però per sorpresa de tots l'hòstia consagrada no es va consumir i va quedar sobre les flames. Aquest fet, que es va repetir l'endemà, va motivar que la sagrada forma es conservés com a relíquia i que gran quantitat de pelegrins anessin a Amsterdam des de molts llocs d'Europa. Actualment encara es commemora el fet i tots els anys se celebra la Processó del Silenci pels carrers de la ciutat.

### Sala Jaap Leeuwenberg
Aquest espai s'utilitza actualment com a sala d'exposicions.

### Cuina delseglexvii
Aquí podem observar com era una cuina en el segle xvii. Els aliments es preparaven a la llar de foc on cremava la torba i al damunt es col·locava una placa d'acer. El terra és de pedra natural i rajoles.

### Cuina delseglexix
Aquesta sala es va arreglar el 1888 perquè fos utilitzada pel conserge del museu. Per enrajolar les parets es van utilitzar rajoles decorades en to blau i blanc del segle xvii.